# زخرون يعكوف
زخرون يعكوف هي مدينة صهيونية تتبع للواء حيفا ويبلغ تعداد سكانها 35 ألف شخص، غالبيتهم من اليهود للمستوطنين ذوي الأصول الأمريكية والأوروبية المهاجرين.
تطل مدينة زخرون يعكوف على البحر الأبيض المتوسط، وتحيطها من الشمال (على بعد حوالي 8 كيلومترات) مدينة  الفريديس الفلسطينية في حين تبلغ مساحتها 5 كيلومتر مربع أما اسمها فيعني ذكريات يعكوف في إشارة مباشرة إلى ذكريات يعقوب الشخصية المقدسة لدى اليهود.

## التاريخ
وصل مستوطنون يهود من رومانيا على متن سفينة "تيتيس" في رحلة نظمتها اللجنة المركزية للاستيطان في فلسطين وسوريا التابعة لأحباء صهيون. كانت قد غادرت السفينة ميناء جالاتس على نهر الدانوب في 25 أغسطس 1882، وعلى متنها خمسون عائلة مكونة 228 شخصًا. وتوجه بعضهم إلى الجليل للاستيطان في مستوطنة روش بينا.
أما العائلات التي لم تذهب إلى روش بينا فبقيت في حيفا. حتى اشترى إميل فرنك أحد وكلاء روتشيلد الأرض المخصصة للمستعمرة من فرنسيس جيرمان نائب القنصل الفرنسي في حيفا انتقلت ملكية الأرض إليه بالحيلة بعد أن أصبحت أرضا محلولة أي توفي صاحبها دون وريث له. والأرض مكونة من قطعتين تفصل بينهما 5 كيلومترات: 6000 دونم في قرية زمارين و500 دونم في الطنطورة مقابل 46.000 فرنك.
أدت صعوبة العمل في التربة الصخرية وتفشي الملاريا إلى مغادرة العديد من المستوطنين قبل انتهاء العام.
في عام 1883، أصبح البارون إدموند روتشيلد راعي المستوطنة ووضع خططًا لتخطيطها السكني واقتصادها الزراعي. كانت زخرون واحدة من أولى المستعمرات الزراعية اليهودية التي أصبحت تحت جناح البارون (إلى جانب ريشون لتسيون وروش بينا)، وأعاد تسميتها تخليدًا لذكرى والده جيمس (يعقوب) ماير دي روتشيلد. ولتحقيق هدفه الأول، جلب البارون روتشيلد مخططين قاموا بتصميم وتخصيص قطع سكنية على طول الطريق الرئيسي لاستخدام مزارعي المستوطنات. وتشتمل كل قطعة أرض على منزل مواجه للشارع، وفناء داخلي طويل، ومبنى خلفي لتخزين الأدوات الزراعية. تضمنت الهندسة المعمارية المستوحاة من الطراز الفرنسي أسقفًا مبلطة ونوافذ خشبية مطلية. حصل كل مزارع على راتب ووضع تحت إشراف إيليا شايد، كاتب البارون. كما أمر البارون ببناء كنيس أوهيل يعقوب، الذي سمي على اسم والده. لم يدخر أي نفقات لبناء الصرح، ويتميز بتابوت مصنوع من الرخام الأبيض. تم افتتاح الكنيس عام 1886، ويقام فيه الصلوات اليومية بشكل مستمر حتى يومنا هذا.
بعد عدد من الإخفاقات الاقتصادية، ساعد روتشيلد في عام 1885 في إنشاء أول مصنع نبيذ في المستوطنات، مصنع نبيذ الكرمل، بالإضافة إلى مصنع تعبئة الزجاجات في زخرون يعقوب. كان هذا أكثر نجاحًا من الناحية الاقتصادية على الرغم من أنه لم يدم طويلاً في البداية، ففي عام 1892 استسلمت أشجار العنب لنوع من الطفيليات. بعد فترة قصيرة من الانتكاسة، نمت الشتلات الأمريكية المقاومة لنبات الفيلوكسيرا وبدأ مصنع النبيذ في الازدهار. وما يزال مصنع النبيذ يعمل، ذلك أقبية النبيذ الضخمة التي تم نحتها في الجبل منذ أكثر من قرن من الزمان.
عام 1894، حصل العمال المزارع اليهود والعرب على أجر قدره ستة قروش، لكن العمال اليهود حصلوا أيضًا على علاوة قدرها أربعة قروش من صندوق خيري. عندما سحب روتشيلد دعمه المالي من المزارع في فلسطين في عام 1900، سرعان ما تم استبدال العمال اليهود بعمال عرب، حيث اعتادوا الحصول على أجور أقل.
في أغسطس 1903، انعقد أول مؤتمر لأرض الميعاد بقيادة مناحيم أوسيشكين في زخرون يعقوب. استكمالًا للمؤتمر الصهيوني العالمي، كان المقصود منه في الأصل أن يكون اجتماعًا سنويًا لقادة الييشوف؛ لكنه لم يحظ بالقبول، لذلك كان المؤتمر الأول هو الأخير أيضًا. ومع ذلك، فإن الجهود المبذولة لتنسيق تطوير اليشوف أثمرت في إنشاء نقابة المعلمين، التي انضمت إلى الهستدروت في عام 1950 وما زالت نشطة حتى يومنا هذا.
بين عامي 1907 و1919، كان مستشفى الطبيب الصهيوني الروسي هيليل يافي في في زخرون يعقوب هو المستشفى اليهودي الوحيد شمال يافا . وبناءً على رغبة هليل يافي، تم دفنه في زخرون يعقوب عام 1936.
في عام 1910، عمل دافيد بن غوريون كعامل مزرعة في زخرون يعقوب لعدة أشهر. في ذلك الوقت وجد عدة عائلات عربية تعيش في كل المزارع تقريبًا.
في عام 1954، أعيد دفن رفات البارون إدموند دي روتشيلد في زخرون يعقوب

## توأمة
لزخرون يعكوف اتفاقيات توأمة مع كل من:
- Saint-Maurice, Switzerland [الإنجليزية]‏
- شارنتون لو بونت
- سان موريتز

## أعلام
- دافيد ريمز
- آرون آرونسون
- يوسي دورا
- سارة آرونسون
- شولومي دورا
- ألكسندر آرونسون